# Kamienica Pod Pelikanem we Wrocławiu
Kamienica Pod Pelikanem (niem. Zum Pelikan) – kamienica, która znajdowała się na wrocławskim Przedmieściu Oławskim, przy ul. Kościuszki 130. Wyburzona w 2011 roku.

## Historia
Kamienica „Pod Pelikanem” powstała w 1861 roku jako kamienica czynszowa. Elewację zaprojektowano eklektycznie, łącząc elementy neorenesansowe i neogotyckie. W 1937 roku kamienicę zmodernizowano, przy okazji usuwając dekoracje rzeźbiarskie wraz ze starym tynkiem. 
Ze względu na znaczne przekształcenia fasady oraz bardzo zły stan ścian nośnych oraz ogólny stan techniczny, wojewódzki konserwator zabytków wykreślił w 2011 roku budynek z ewidencji zabytków. Kamienicę rozebrano, a teren przeznaczono pod nową zabudowę. W 2015 roku rozpoczęto przygotowania do budowy w miejscu kamienicy nowego budynku według projektu pracowni AP Szczepaniak Sp. z o. o. Nowa budowla ma nawiązywać do historycznej elementami fasady oraz nazwą, natomiast od strony podwórza elewacja została zaprojektowana jako nawiązująca do zabudowy Nowej Papierni. Początek prac budowlanych zaplanowano na pierwszy kwartał 2016 roku.